# هویژو
هویژو (به لاتین: Huizhou) یک شهر مرکزی در جمهوری خلق چین است که در گوانگ‌دونگ واقع شده‌است.

## خصوصیات
هویژو ۱۰٬۹۲۲ کیلومترمربع مساحت و ۴٬۵۹۸٬۴۰۲ نفر جمعیت دارد و ۱۵ متر بالاتر از سطح دریا واقع شده‌است.